# Waukee
Waukee és una població dels Estats Units a l'estat d'Iowa. Segons el cens del 2008 tenia 12.367 habitants.

## Demografia
Segons el cens del 2000, Waukee tenia 5.126 habitants, 1.927 habitatges, i 1.445 famílies. La densitat de població era de 235,9 habitants/km².
Dels 1.927 habitatges en un 43% hi vivien nens de menys de 18 anys, en un 64,8% hi vivien parelles casades, en un 8,2% dones solteres, i en un 25% no eren unitats familiars. En el 21,1% dels habitatges hi vivien persones soles el 6,7% de les quals corresponia a persones de 65 anys o més que vivien soles. El nombre mitjà de persones vivint en cada habitatge era de 2,66 i el nombre mitjà de persones que vivien en cada família era de 3,12.
Per edats la població es repartia de la següent manera: un 30,4% tenia menys de 18 anys, un 5,5% entre 18 i 24, un 36,4% entre 25 i 44, un 19,9% de 45 a 60 i un 7,6% 65 anys o més.
L'edat mediana era de 33 anys. Per cada 100 dones de 18 o més anys hi havia 91,1 homes.
La renda mediana per habitatge era de 58.024 $ i la renda mediana per família de 64.362 $. Els homes tenien una renda mediana de 38.958 $ mentre que les dones 30.898 $. La renda per capita de la població era de 24.351 $. Entorn del 2,1% de les famílies i el 3% de la població estaven per davall del llindar de pobresa.

## Poblacions més properes
El següent diagrama mostra les poblacions més properes.